# Young Royals
Young Royals är en svensk dramaserie i regi av Rojda Sekersöz och Erika Calmeyer som hade premiär den 1 juli 2021 på Netflix. Serien har producerats av Nexiko för Netflix och är skriven av Lisa Ambjörn, Sofie Forsman och Tove Forsman. Huvudrollerna spelas av Edvin Ryding och Omar Rudberg.
Den 16 december 2022 medverkade Edvin och Omar i den amerikanska talkshowen The Tonight Show Starring Jimmy Fallon, där de diskuterade den hyllade succéserien. 
Den andra säsongen hade premiär 1 november 2022. Programmet vann Kristallen 2022 som "årets unga dramaserie" och "årets program". 
Den tredje, och enligt Netflix sista, säsongen hade premiär i mars 2024.

## Handling
Huvudrollerna spelas av Edvin Ryding (Wilhelm) och Omar Rudberg (Simon). Serien handlar om en svensk fiktiv prins Wilhelm, som tvingas byta gymnasium till den prestigefulla internatskolan Hillerska, där han blir kär i Simon, en arbetarklasskille med invandrarbakgrund. På skolan finns dock prinsens snobbige syssling, som försöker få honom att hålla sig borta från Simon.

## Produktion

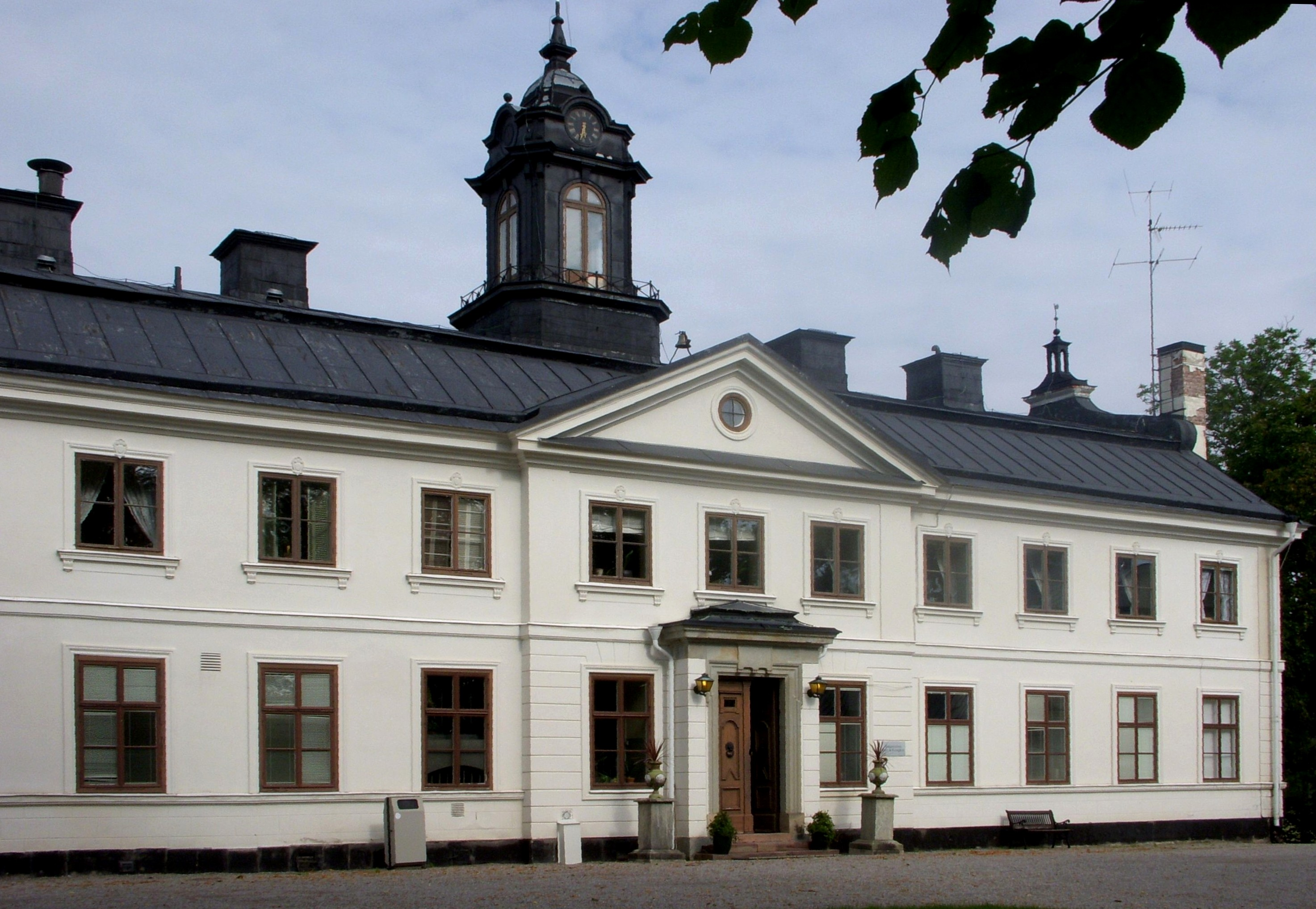
Kaggeholms slott i Ekerö kommun, var en av seriens inspelningsplatser

Serien spelades in på Kaggeholms slott och Stora Sundby.

## Rollista

### Huvudroller
- Edvin Ryding – Wilhelm, prins av Sverige
- Omar Rudberg – Simon Eriksson
- Malte Gårdinger – August Horn of Årnäs
- Frida Argento – Sara Eriksson
- Nikita Uggla – Felice Ehrencrona

### Återkommande roller
- Pernilla August – Kristina, drottning av Sverige
- Magnus Roosman – Ludvig
- Carmen Gloria Pérez – Linda
- Inti Zamora Sobrado – Ayub
- Beri Gerwise – Rosh
- Ivar Forsling – Erik, prins av Sverige
- Leonard Terfelt – Micke
- Nathalie Varli – Madison
- Felicia Truedsson – Stella
- Mimmi Cyon – Fredrika
- Xiao Long Rathje Zhao – Alexander
- Fabian Penje – Henry
- Uno Elger – Walter
- Samuel Astor – Nils
- Nils Wetterholm – Vincent
- Ingela Olsson – Anette Lilja
- Tommy Wättring – Marcus
- Magnus Ehrner – Jan-Olof
- Marall Nasiri – Farima

## Priser
- 2025, Årets TV, QX-galan[10]